# Сборная Новой Каледонии по футболу
Национа́льная сбо́рная Но́вой Каледо́нии (англ. New Caledonia national football team) — футбольная сборная, представляющая французскую заморскую территорию Новая Каледония. Управляющая организация — Федерация футбола Новой Каледонии. Новая Каледония вошла в ФИФА в 2004 году, хотя ещё до этого команда участвовала в Кубке наций ОФК и была третьей в 1973 и 1980. С момента вхождения в ФИФА завоевала две серебряные медали на Кубках наций ОФК 2008 и 2012 годов, а также бронзовую медаль Кубка наций ОФК 2016 года. В рейтинге ФИФА на 23 декабря 2021 года занимает 153-е место.

## Тренеры сборной
- Дидье Шамбон

## Участия на чемпионатах мира
- 1930—2002 — не участвовала в отборе
- 2006—2022 — не прошла квалификацию

## Кубок наций Океании
- 1973 — третье место
- 1980 — третье место
- 1996 — не прошла квалификацию
- 1998 — не прошла квалификацию
- 2000 — не прошла квалификацию
- 2002 — 1-й этап
- 2004 — не прошла квалификацию
- 2008 — второе место
- 2012 — второе место
- 2016 — третье место

## Южнотихоокеанские игры
- 1963 — первое место
- 1966 — второе место
- 1969 — первое место
- 1971 — первое место
- 1975 — второе место
- 1979 — четвёртое место
- 1983 — третье место
- 1987 — первое место
- 1991 — третье место
- 1995 — 1-й этап
- 2003 — второе место
- 2007 — первое место
- 2011 — первое место
- 2015 — первое место